# San-Rafael-Tunnel
Der San-Rafael-Tunnel (Túnel San Rafael) ist ein Straßentunnel im Departamento La Paz im südamerikanischen Anden-Staat Bolivien.
Der Tunnel liegt an der Nationalstraße Ruta 3, die von La Paz aus über den La Cumbre-Pass in die bolivianischen Yungas führt, über Coroico und San Ignacio de Moxos bis nach Trinidad, der Hauptstadt des Departamento Beni. Der Tunnel hat eine Länge von 1374 Metern. und liegt auf einer Höhe von 2845 m bis 2942 m Er wurde in der Zeit von 2001 bis 2004 im Zuge der Neutrassierung der Ruta 3 gebaut, die als Yungas-Straße lange Zeit als eine der gefährlichsten Höhenstraßen der Welt galt. Zwischen Cotapata und Coroico ermöglichte die Anlage des San Rafael-Tunnels, dass die Ruta 3 in diesem Abschnitt zwischen den Jahren 2001 bis 2006 einen völlig neuen Verlauf erhielt und auf den ersten achtzig Kilometern bis Coroico komplett asphaltiert werden konnte.